# Råsegel

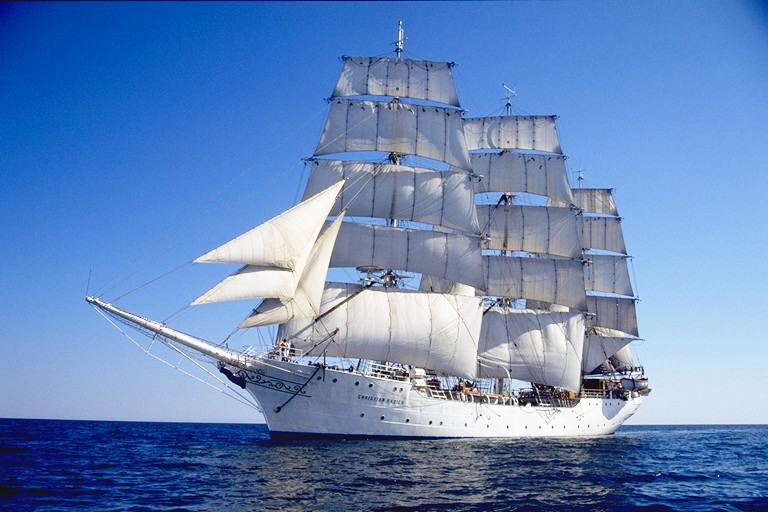
Fullriggaren Christian Radich med stag- och råsegel

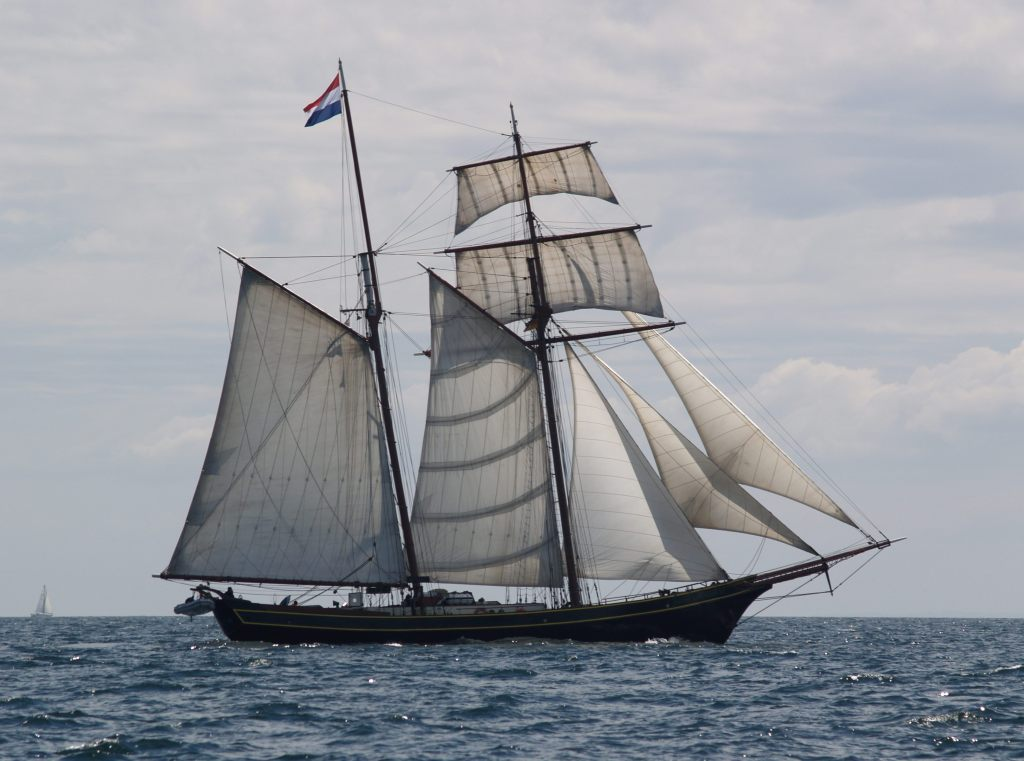
Toppsegelskonare, med råsegel som komplement.

Ett råsegel är ett rektangulärt segel vars överkant (överlik) är litsat till en vågrät stång, en rå. Råseglet har en framsida och en baksida, inte en styrbords- och en babordssida som snedseglen. Genom detta är de stabila i medvind (läns och slör), men måste istället brassas om vid stagvändning och seglets form är inte heller optimal för bidevindssegling.
På oceanfart, där man oftast väljer rutt så att man har vindar och strömmar med sig, använde man in i det sista i huvudsak råriggade fartyg. I kustfart, där fartygen är mindre och kryssningsegenskaperna viktiga, kom råseglen så småningom att ersättas med olika typers snedsegel.
Exempel på fartygstyper med råsegel är vikingaskepp (ett segel), galeon (åtta till tio segel) och fullriggare (oftast mer än tjugo segel, också snedsegel).
Råsegel användes också som komplement i snedsegelriggar, antingen som toppsegel eller så att fockmasten var råriggad och övriga master snedsegelriggade, eventuellt med råtoppsegel också på dessa.

## Själva seglet

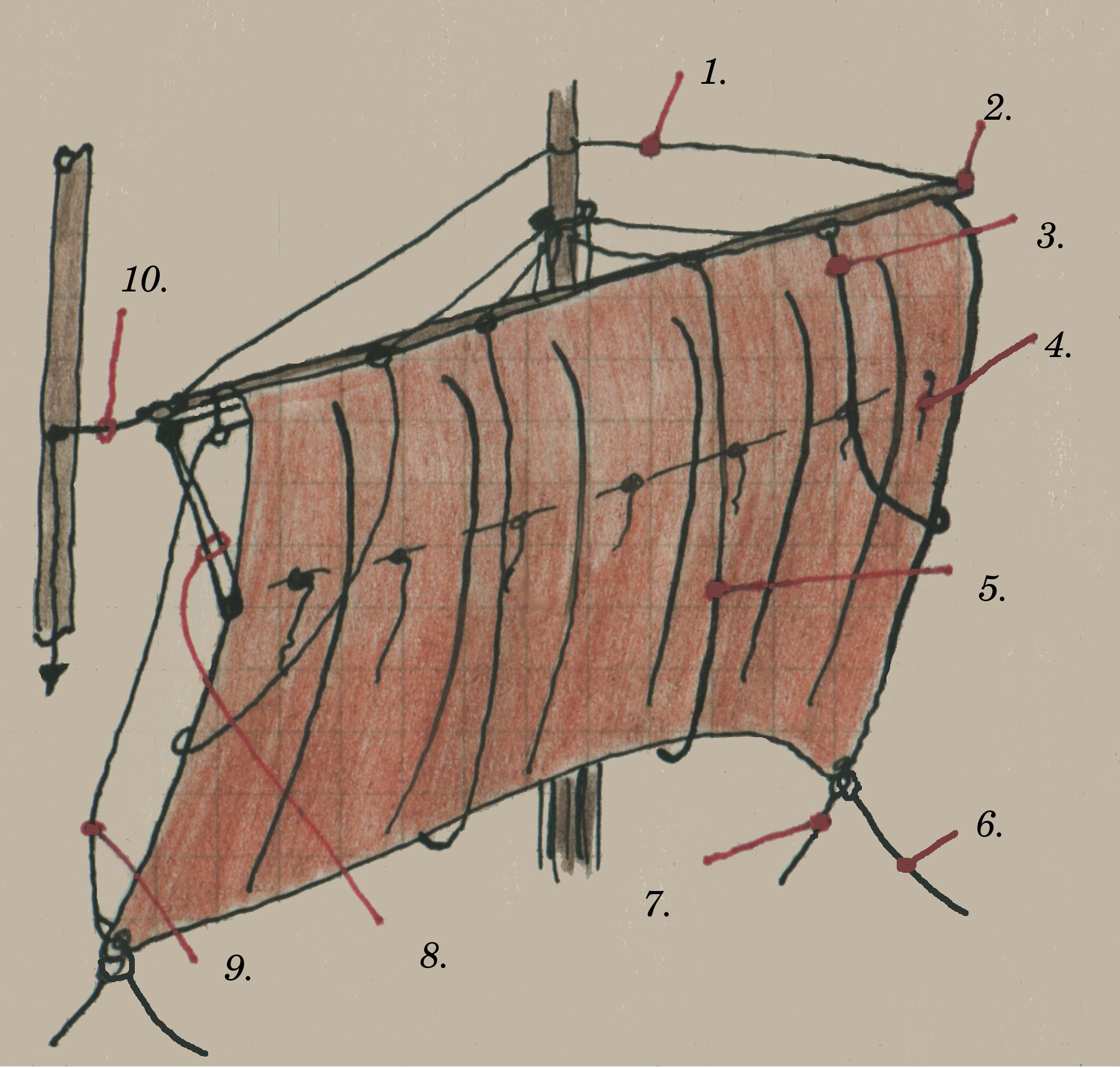
Råsegel (undersegel):
1) Topplänta 2) Rånock 3) Gårding ("nockgårding") 4) Revsejsing 5) Gårding ("bukgårding") 6) Hals 7) Skot 8) Revtalja 9) Gigtåg 10) Brass (leds via masten bakom)

Liksom alla segel sys också råseglet så att det får en buk, en rundning som vänder vinden och ger kraft åt seglet. Eftersom råseglet, i motsats till snedseglen, inte har en fram- och en bakkant måste seglet sys symmetriskt och bukens form blir då en kompromiss. Seglets bredd samt mast, rår och rep ger också ett större vindmotstånd än på en modern bermudarigg, vilket innebär sämre prestanda under bidevindssegling. Däremot är seglet effektivt och stadigt på läns och slör.
Råseglet hänger ner från rån, vars ändor kallas rånock (2) och kontrolleras med skot (7), från seglens nedre hörn (skothorn) antingen bakåt (om det är det understa seglet) eller till ett block vid rånocken under, halsar (6), från skothornen framåt (på underseglen, där skotet inte kan dras via en underliggande rånock), brassar (10), med vilka man kan vända rårna enligt vinden, och boliner, som drar seglens ytterkant (lovarts stående lik) framåt. Med gårdingar (3&5) och gigtåg (9) hissas seglet upp mot rån då det skall bärgas, för att sedan beslås med beslagssejsingar. Med revtalja (8) (även revgöling) hissas seglet en bit upp mot rån då det skall revas, för att sedan beslås med revsejsingar (4).
Därtill finns fall för att hissa de rår som kan sänkas (ofta bram- och märsrårna – och vikingaskeppets enda rå), toppläntor (1), som stadgar rån i höjdled och med vilka rån (i hamn) kan lutas, samt barduner, vanter och stag, som stöder masten.

## Råsegelrelaterade uttryck
Uttrycket för lösa boliner kommer från att när man seglar läns kan har lösa boliner, för fulla segel och håller god fart, utan att behöva kontrollera seglingen för mycket.
Om man istället seglar i bidevind med lösa boliner riskerar att få vinden in på läsidan av liket, en situation bekant för alla som seglat med spinnaker.
När vinden i stället kommer akterifrån seglar man i stället med lösa boliner, håller god fart och kan föra fulla segel. 
Då man seglar med vinden in från babord spänner man underseglens skothorn framåt med babords halsar och seglar alltså för babords halsar. Så säger man också på dagens snedsegelriggade båtar, som saknar dessa linor. Se vidare Hals (segling).

## Riggen på de sista större råseglarna

Seglen på en fyrmastad bark, den typiska riggen för de sista stora råseglarna

Masterna på en råseglare (förifrån) kallades som följer: (tremastad) fullriggare: fock-, stor- och kryssmast; fyrmastastad fullriggare; fock-, stor-, kryss- och jiggermast; femmastad fullriggare; fock-, stor-, mellan-, kryss- och jiggermast. Alla master förde råsegel, åtminstone den aktersta också ett gaffelsegel: mesanseglet. Dessutom tillkom en mängd stagsegel. På barkskeppen var ordningen densamma frånsett att man på aktersta masten, mesanmasten, inte förde några råsegel, utan över mesanseglet (2), på stora fartyg ofta delat på höjden, ett gaffeltoppsegel (1). På briggar för man fockmast och stormast, med ett stort gaffelsegel, briggseglet, på den annars råtacklade stormasten. Skonare, jakter m.fl. i huvudsak snedsegelriggade fartyg för ofta råtoppsegel och eventuellt bredfock, se dessa.
Masterna bestod av olika sektioner. Undermasten som vilar på kölsvinet förlängs i en salning med en märsstång som i sin tur är förlängd med en bramstång som sedan förlängs i en röjelstång (och i extremfall ytterligare delar, se skejsel). Master i järn och stål som kom på slutet av 1800-talet hade inte trädets begränsningar och behövde ingen salning. De var försedda med en så kallad falsk salning för att underlätta fastgörande av vant och barduner.
Fartygets segel benämns enligt masterna och seglens placering på desamma. Seglet som sitter tredje underifrån på förligaste masten heter då ”för övre märssegel” (27) för att det är beläget på fockmasten (sic; här har vi ett av alla specialfall), överst på dess märsstång. Kryssmastens undersegel kallades begin (11).
Undre märssegel (10, 19, 28) kallades i Norden för stumpar. De var de sista råseglen att bärgas i hårt väder: underseglen var i fara att fastna i vågorna, märsseglen hade inte denna risk men var ändå relativt lågt nere. Stora skepp kunde ibland föra trekantiga undersegel, bentincksegel, på stormast och kryssmast; då skothornen inte var lika utsatta för sjöarna kunde dessa föras längre i hårt väder.
Utöver råsegel förde man även försegel – flying jib eller jagare, yttre och inre klyvare (31, 32) och förstängstagsegel (30) – stagsegel mellan masterna benämnda enligt den mastdel vid vars topp staget var fäst, till exempel storstängstagsegel (22) på märsstången och storbramstagsegel (21) på bramstången samt ett gaffelsegel åtminstone på aktersta masten, också på fullriggarna, vars aktersta mast i övrigt var råtacklad. Mesanstagseglet, eller kryssmastens gaffelsegel då ett sådant fördes på fyrmastade fullriggare, kallades för apa (5).

## Historia

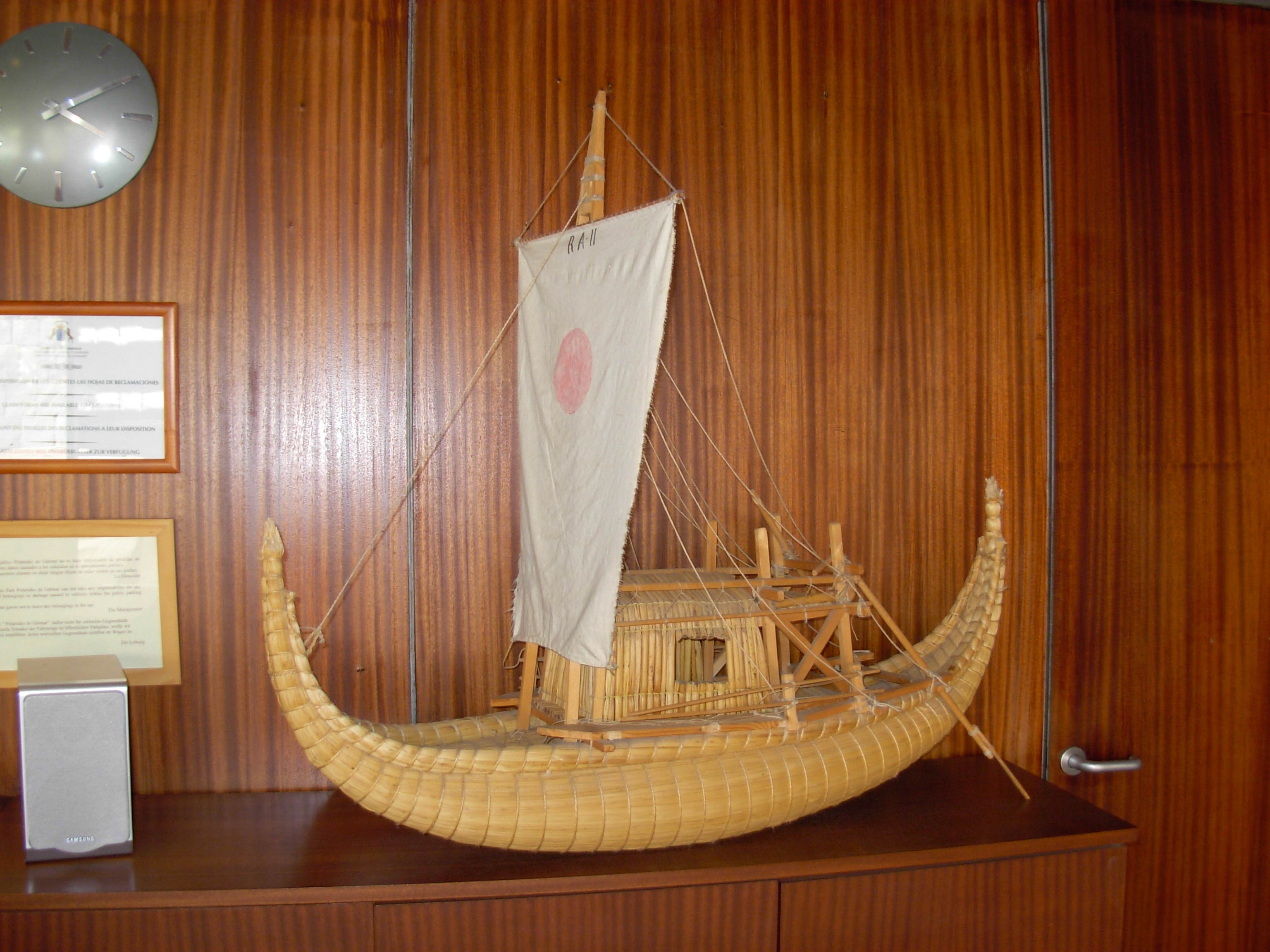
Modell av fornegyptisk båt, enligt Thor Heyerdahls Ra II

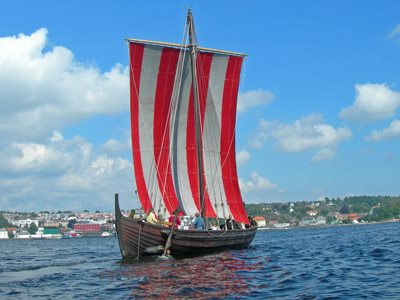
Vidfamne, en replik av en Knarr från 900-talet

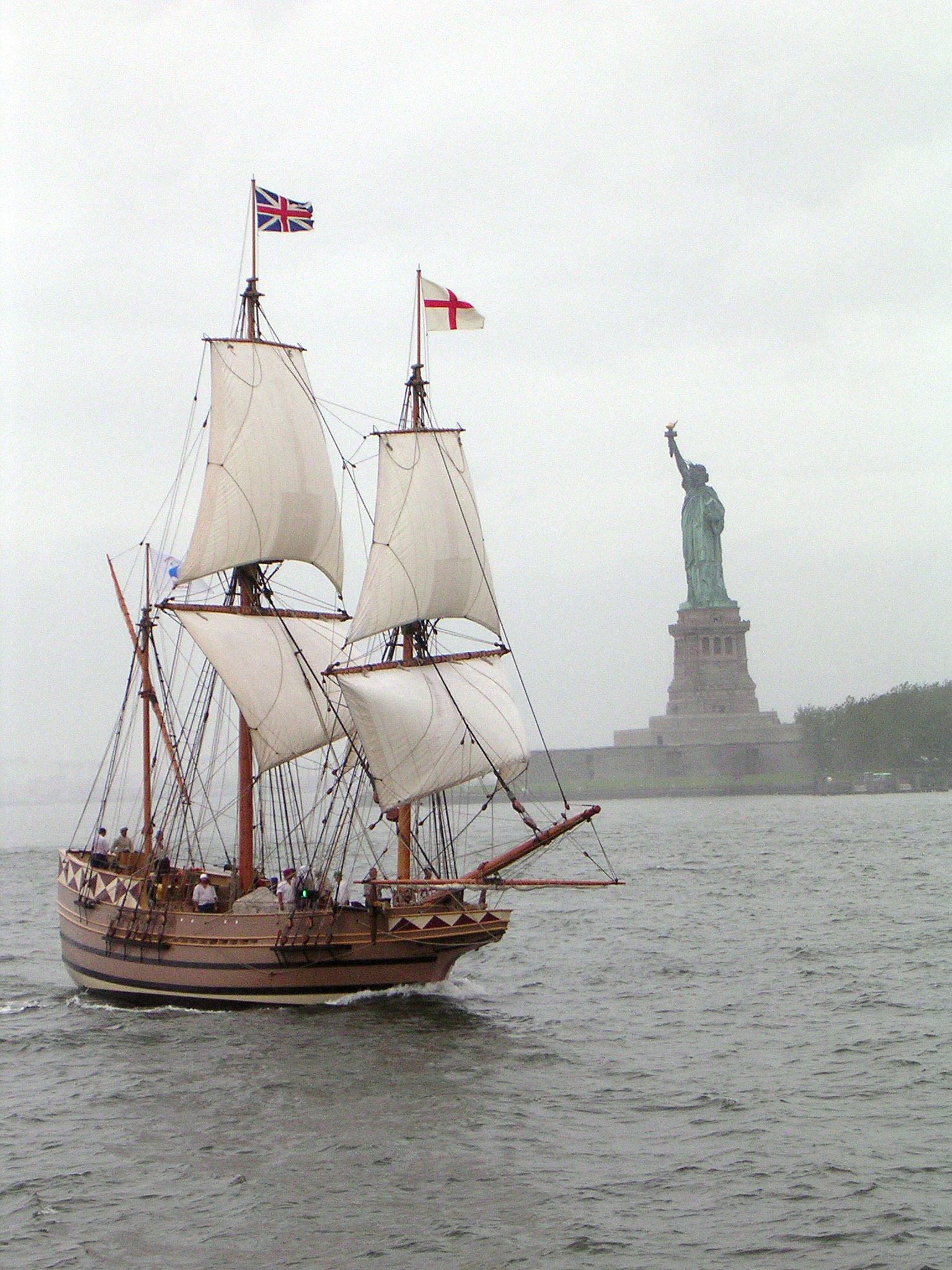
En replik av 1600-talsfartyget Godspeed

Råseglet är möjligen den äldsta typen av segel. Det fördes på Nilen på faraonernas tid, av fenicier, greker och romare under antiken, av vikingar och hansaköpmän. Kring övergången till medeltid övertog latinseglet den dominerande rollen på Medelhavet och latinseglet kom länge att fungera som komplement till råseglet på nord- och västeuropeiska fartyg. Latinseglet ersattes i Nordeuropa på 1700-talet av gaffelseglet och riggen kompletterades i samma tider med stagsegel.
Vid sidan om de i huvudsak råsegelriggade stora fartygen fanns det mindre båtar och kustseglare, där snedsegelriggens ofta lättare hantering och dess fördelar på kryss var viktigare än den trygga medvindssegling som råseglet erbjuder. Främst på mindre båtar ledde utvecklingen till uppkomsten av latinsegel, gaffelsegel, stagsegel, sprisegel, loggertsegel, guntersegel och så småningom dagens bermudasegel (se segel). I delar av Norge bibehöll man råseglet också på små båtar.
På medelhavet hade man redan under antiken använt tvåmastade, kanske också tremastade, fartyg. I nordeuropeiska farvatten kom flermastade fartyg senare. Fartyg med ett stort råsegel fick under medeltiden först en liten mesan, senare en ännu mindre fock, båda för att underlätta manövreringen.
Mot slutet av 1400-talet dök märsseglet upp ovanför storseglet och blindan under bogsprötet. Mesan och fock växte, märssegel började föras också över focken och en fjärde mast infördes på stora fartyg för bonaventuramesanen. När fartygen växte delades segelytan upp på ytterligare segel och bramseglen infördes.
På 1600-talet infördes bovenblindan över blindan och latinmärsseglen på de aktre masterna byttes mot råsegel. Ytterligare segel, bovenbramsegel (senare kallade röjlar) fördes över bramseglen på de största fartygen. Fotperten, en lina under rån, som man kan stå på då man arbetar med seglen, infördes. Revsejsingar, som länge verkar ha varit försvunna, dyker åter upp, nu på det allt större märsseglet.
Fullriggaren kan anses ha skapats i medlet av 1700-talet, då latinseglen på de stora fartygen ersattes med gaffelsegel, blinda och bovenblinda ersattes med stagsegel och bramsegel började föras också på den aktersta masten. I konkurrens med ångan fulländades riggen på 1800-talet.
Då ångfartygen tagit över de viktigaste traderna och fullriggarna inte längre kunde konkurrera genom fart blev det allt viktigare att underhåll och bemanning kunde skötas ekonomiskt. Råseglarna krävde en stor besättning, vilket var kostsamt.  För att klara av marknaden så riggades de sista fullriggarna ner till barkar och barkarna till skonerter.
De sista stora barkskeppen byggdes för Reederei F. Laeisz ("P-linjen") på 1920-talet. Då hade de flesta stora rederier för länge sedan övergått till ångan, men stålbarkarna kunde ännu hävda sig på vissa trader, där det var svårt för ångfartygen att bunkra kol. Den sista seglatsen med vete från Australien gjordes 1949 för redaren Gustaf Erikson på Åland.
De råseglare som finns kvar idag seglar för det mesta antingen som skolfartyg eller ligger i torrdocka eller annan förvaring. En stor femmastad fullriggare, Royal Clipper, byggdes år 2000 som kryssningsfartyg.
Några kända svenska fullriggare är: af Chapman, Jarramas och Najaden.

## Råsegel i populärkultur
- Kapten Haddock, seriefiguren ur Tintin-albumen, använder uttrycket "Riv mina råsegel" som en av sina många excentriska svordomar.

- Bengt Kihlberg, red (1975). ”Riggen, Segel”. Nautiskt bildlexikon. Stockholm: Wahlström & Widstrand. sid. 74, 100-102, 104, 113. ISBN 91-46-12471-3
- Björn Landström (1969). ”De sista seglande skeppen”. Seglande skepp: från papyrusbåtar till fullriggare i ord och bilder (Första upplagan). Stockholm: Bokförlaget Forum. sid. 174-178